# Падангпанджанг
Падангпанджанг або Паданг-Панджанг (індонез. Padang Panjang) — місто в Індонезії, у провінції Західна Суматра.

## Географія
Місто розташовано у центральній частині провінції, на заході острова Суматра, біля вулканів Сінгаланг, Тандікат і Мерапі. Падангпанджанг розташований за 45 кілометрів на північний схід від Паданга, адміністративного центру провінції.

## Демографія
За даними загального перепису населення 2010 року чисельність населення міста становила 44 787 осіб.
Динаміка чисельності населення міста за роками:
| 1990   | 2000   | 2005   | 2010   | 2012   |
| ------ | ------ | ------ | ------ | ------ |
| 32 104 | 39 399 | 39 694 | 44 787 | 45 794 |